# Barbara Bonansea
Barbara Bonansea, född den 13 juni 1991 i Pinerolo, är en italiensk fotbollsspelare (mittfältare) som spelar för Juventus och det italienska landslaget. Hon var en del av den italienska truppen i VM i Frankrike år 2019 och blev tvåmålsskytt i den inledande matchen mot Australien som italienskorna vann med 2-1. Inför turneringen hade hon gjort 19 mål på 59 landskamper.